# Lisička
Lisička (lat. Cantharellus cibarius; lisičica, lisičarka, bjelkasta lisičica, lisica, pršutnica) jestiva je i ukusna gljiva. Klobuk je valovitog ruba, blijedo narančaste ili žute boje, promjera 3 – 8 cm, stručak kratak, dužine do 8 cm. Listići s donje strane klobuka svjetliji u odnosu na boju klobuka, djelomice silaze niz stručak. Meso je blijedo žuto, finog mirisa koji podsjeća na marelice. Okus svježe gljive je blago papren.
Vrhunska jestiva gljiva. Jedna od rijetkih gljiva bogatih vitaminom C, također i vitaminom D, a sadrži i vitamin B12. Može se jesti i sirova.
Moguća je zamjena s otrovnom zavodnicom koja je veća od nje a ako je se drži u ruci pušta narančasto-smeđu boju.
| Dio gljive | Svježa gljiva | Svježa gljiva | Suha tvar    | Suha tvar | Suha tvar | Suha tvar | Suha tvar | Suha tvar          | Suha tvar |
| Dio gljive | Voda          | Suha tvar     | Bjelančevine | Masti     | Manitol   | Šećer     | Celuloza  | Екstraktivne tvari | Pepeo     |
| ---------- | ------------- | ------------- | ------------ | --------- | --------- | --------- | --------- | ------------------ | --------- |
| Stručak    | 88,23         | 11,77         | 28,35        | 4,72      | 12,17     | 4,13      | 38,04     | 4,16               | 8,43      |
| Klobuk     | 88,95         | 11,05         | 27,77        | 7,13      | 13,13     | 3,98      | 35,93     | 2,13               | 9,93      |

## Ljekovitost
Prema dosadašnjim saznanjima, lisičika može jačati imunitet, povećati otpornost na prehladu, pomoći kod dermatitisa, djelovati protiv bakterija i virusa, a naizgled i protiv nekih oblika raka. Osim vitamina C i D sadrži i vitamine А, D2, В1, В2, В3, B12, РР te mikroelemente cink i bakar. Smatra se da je dobra za vid te za bolesti jetre (sadrži ergosterol K-10). Kako sadrži i hitinmanozu te beta-glukan te je dobra i za čišćenje parazita iz probavnog sustava.

## Vanjske poveznice
- Mushroom Observer (mushroomobserver.org), projekt posvećen identifikaciji gljiva
- An Aid to Mushroom Identification  Arhivirana inačica izvorne stranice od 26. srpnja 2009. (Wayback Machine), Simon's Rock College
- Online identifikacija jestivih gljiva
- Lista stranica s naputcima za identifikaciju  Arhivirana inačica izvorne stranice od 5. ožujka 2012. (Wayback Machine)
- identifikacija gljiva